# Eriostethus mesorufus
Eriostethus mesorufus là một loài tò vò trong họ Ichneumonidae.